# Sleipnir-Gletscher
Der Sleipnir-Gletscher ist ein 16 km langer Gletscher an der Foyn-Küste des Grahamlands im Norden der Antarktischen Halbinsel. Er fließt in den westlichen Abschnitt des Cabinet Inlet, das er zwischen dem Balder Point und dem Spur Point erreicht.
Der Falkland Islands Dependencies Survey (FIDS) kartierte ihn 1947 und benannte ihn nach Sleipnir, dem achtbeinigen Pferd des Gottes Odin aus der nordischen Mythologie. Luftaufnahmen vom Gletscher entstanden ebenfalls 1947 bei der US-amerikanischen Ronne Antarctic Research Expedition (1947–1948).